# Castelli di Jesi Verdicchio riserva
Le Castelli di Jesi Verdicchio riserva est un vin blanc italien de la région Marches doté d'une appellation DOC depuis le 11 août 1968. Seuls ont droit à la DOC les vins blancs récoltés à l'intérieur de l'aire de production définie par le décret. 

## Aire de production
Les vignobles autorisés se situent dans les provinces d'Ancône et de Macerata, dans les communes de  Apiro, Belvedere Ostrense, Castelbellino, Castelplanio, Cupramontana, Maiolati Spontini, Mergo, Montecarotto, Monte Roberto, Morro d'Alba, Poggio San Marcello, Rosora, San Marcello, San Paolo di Jesi, Serra de' Conti, Staffolo ainsi qu'en partie dans les communes de Arcevia et Serra San Quirico. 
Cette zone appelée « classico » se trouve près de la rivière Esino. Sans disposer du label « classico », les vignobles des communes Barbara, Castel Colonna, Castelleone di Suasa, Corinaldo, Monterado, Ostra, Ostra Vetere et Ripe sont également autorisés.
Vieillissement légal minimum : 2 ans.
L’appellation se situe au sud du vignoble Lacrima di Morro d'Alba (it).

## Caractéristiques organoleptiques
- couleur : jaune paille
- odeur : caractéristique, délicat, frais
- saveur : sec, frais, légèrement amer (amarognolo)

Le Verdicchio dei Castelli di Jesi riserva se déguste à une température comprise entre 10 et 12 °C.  Il se gardera 2 - 4  ans.

## Production
Province, saison, volume en hectolitres :
- pas de données disponibles